# Scharsach in Verlagsgesellschaft mbH proti Avstriji
Scharsach proti Avstriji je primer, v katerem je sodišče prepoznalo nalogo novinarjev in medijev v tem, da obveščajo o zadevah v javnem interesu, četudi so šokantne ali žaljive, pri čemer je meja sprejemljivega znotraj pravice do svobode govora odvisna od konteksta primera.

## Ozadje primera in postopek
Leta 1995 je novinar, gospod Scharsach, objavil enostranski članek pod naslovom »Rjavo namesto črno in rdeče?« v reviji tožečega podjetja News. V avstrijskem političnem kontekstu rjava pomeni osebo ali skupino oseb z nacional-socialistično ideologijo, črna se nanaša na Österreichische Volkspartei (ÖVP) in rdeča na Sozialdemokratische Partei (SPÖ). Članek je bil kritika možne koalicije s Freiheitliche Partei Österreichs (FPÖ) pod vodstvom Jörga Haiderja. Novinar je v članku vidno političarko gospo Rosenkranz označil za prikrito nacistko (»Kellernazi«).
Gospa Rosenkranz je na okrožnem sodišču St. Pölten vložila zasebno tožbo proti tožnikoma. Gospod Scharsach je bil zaradi obrekovanja pogojno obsojen in oglobljen, podjetje pa je moralo plačati odškodnino zaradi kršitve zakona o medijih. Sodišče je zapisalo, da nobeno od dejanj gospe Rosenkranz ne opravičuje tega, da bi jo lahko označil za prikrito nacistko. 
Dunajsko višje sodišče je pritožbo zavrnilo z argumenti, da ne more biti predpostavljena določena interpretacija besede »Kellernazi«, za neonacistične aktivnosti gospe Rosenkranz pa ni dokazov. Novinar in podjetje odločitve avstrijskih sodišč dojemata kot kršitev pravice do svobode govora iz 10. člena Evropske konvencije o varstvu človekovih pravic.
Novinar je trdil, da bi besedo »Kellernazi« morali razumeti kot jo je nekaj let nazaj razložil predsednik FPÖ gospod Steger, ki je s tem poimenoval ljudi, ki naskrivaj simpatizirajo z neonacističnimi idejami. Omenil je tudi sodelovanje gospe Rosenkranz pri izdajanju skrajne desničarske revije njenega moža in politično podporo, ki mu jo je izkazala.

## Odločitev ESČP
Sodišče meni, da so avstrijska sodišča kršila 10. člen Konvencije, saj je šlo za razpravo o javni zadevi in obsodba ni bila nujna za demokratično družbo.
Razlogi: Sodišče je izpostavilo, da je gospa Rosenkranz politik in, da je naloga novinarjev in medijev, da obveščajo o dejstvih in idejah v javnem interesu, četudi so žaljive ali šokantne. Poimenovanje prikriti nacist pri tem ni preseglo mej sprejemljivega in konteksta primera.
Avstrijska sodišča so kršila 10. člen Konvencije.
Ostalo pomembno: Sodišče se je pri sodbi sklicevalo primer Sürek proti Turčiji.

## Ločena mnenja
Sodnik Matscher je podal delno odklonilno mnenje, v katerem je zapisal, da oseb ne moremo soditi po njihovih družinskih članih in, da se ne more zahtevati takšne razlage prikritega nacista, kot jo je opredelil politik FPÖ, gospod Steger, pri splošnem razumevanju te besede.